# Esslinger Reichsmünzordnung
Die Esslinger Reichsmünzordnung, auch Eßlinger Reichsmünzordnung und Esslinger Münzordnung ist die erste deutsche Reichsmünzordnung, über die das Reichsregiment verhandelte und die am 10. November 1524 in Esslingen erlassen wurde. Von dieser Münzordnung hatte lediglich die Einführung der Kölner Mark = 233,855 g als Münzgrundgewicht bleibenden Bestand.

## Geschichte
Unter Kaiser Karl V. wurde am 10. November 1524 in Esslingen am Neckar die erste regelrechte allgemeine deutsche Münzordnung veröffentlicht. Wegen des Goldmangels konnten nicht mehr in ausreichender Menge Goldgulden hergestellt werden. Der silberne Güldener (Gulden) sollte den Goldgulden ersetzen. Der Kaiser wollte außerdem mit der Reichsmünzordnung seine Macht im Reich stärken.
Die Esslinger Münzordnung setzte das Wertverhältnis des Silbers zum Gold mit 1:111⁄3 fest. Danach wurde auch Schrot und Korn der neuen Reichsmünzen festgelegt. Der Goldgulden sollte 22-karätig (9162⁄3 fein) und zu 89 Stück aus der Kölnischen Mark ausgebracht werden. Gegen die Stimmen der rheinischen Kurfürsten wurde die Prägung der silbernen Güldener als Reichsmünze beschlossen. Die Silbermünzen sollten zu ganzen-, halben- und viertel Güldener, zu Zehnern, Groschen, Halbgroschen und Kleingröschlein sowie zu Hellern und Pfennigen ausgeprägt werden. Den Münzherren in Sachsen wurde außerdem die Prägung von Schreckenbergern gestattet.
Für das gesamte Heilige Römische Reich war für alle Münzstände der Reichsadler auf einer Seite und das Wappen des Münzherrn auf der Gegenseite vorgeschrieben. Auf jährlich zwei Probationstagen (vom ausschreibenden Fürsten des jeweiligen Reichskreises festgelegter Tag) sollte der Gehalt der umlaufenden Münzen geprüft und die geringwertigen abgesetzt werden. Ausländische Münzen wurden verrufen, weil nur die gesetzlich verordneten Reichsmünzen eingenommen und ausgegeben werden sollten.
Die Esslinger Reichsmünzordnung war zum Scheitern verurteilt, da sie sich über die bestehenden Machtverhältnisse hinwegsetzte. Es wurden nur wenige Münzen nach dieser Münzordnung geprägt. Bekannt ist beispielsweise auch eine Lübecker Talermünze von 1528, sowie die seltenen Brömsentaler von 1537.

## Münzsorten
(nach Walther Haupt)
| Münznominal               | Raugewicht (g) | Feinsilbergewicht (g) | Feingehalt (0/00) |
| ------------------------- | -------------- | --------------------- | ----------------- |
| Güldener zu 60 Kreuzern   | 29,2           | 27,65                 | 938               |
| Halbgüldener              | 14,6           | 13,825                | 938               |
| Örterer (Viertelgüldener) | 7,3            | 6,84                  | 938               |
| Zehner (Zehntelgüldener)  | 2,92           | 2,74                  | 938               |
| Groschen (1⁄21)           | 1,72           | 1,28                  | 750               |
| Halbgroschen (1⁄42)       | 0,86           | 0,64                  | 750               |
| Kleingröschlein (1⁄84)    | 0,64           | 0,32                  | 500               |

Der Güldener ist eine Talermünze und wird auch als Guldiner und silberner Gulden bezeichnet.